# Дорки (Могилёвская область)
До́рки (бел. Доркі) — бывшая деревня в составе Обидовичского сельсовета Быховского района Могилёвской области Республики Беларусь. Упразднена 27 июня 2007 года решением Быховского районного Совета депутатов.

## Население
- 2010 год — 0 человек